# Кафашиан, Али
Али Кафашиан (род. 6 августа 1954, Наин, Исфаханский Остан, Иран) — иранский государственный и общественный деятель, бывший президент Федерации футбола Исламской Республики Иран. Занимал должность президента ФФИ с 1 марта 2008 года по май 2016. До этого занимал должность генерального секретаря Национального Олимпийского Комитета Ирана. Был переизбран в марте 2012 года на второй срок. 7 мая 2016 года проиграл на выборах президента ФФИ Мехди Таджу и покинул пост президента ФФИ. Али Кафашиан в прошлом был спортсменом и представлял Иран на международных турнирах.
В марте 2012 года в Федерации футбола Ирана прошли выборы президента, и по факту отсутствия других кандидатов, был переизбран на второй срок. Нынешний срок Али Кафашиана истекает в 2016 году. Предшественником Али Кафашиана в президентстве Федерации футбола Ирана был Мухсен Сафаи Фарахани. В президентстве Кафашиана Сборная Ирана по футболу вышла на чемпионат мира 2014 года в Бразилии. Этот результат считается наиболее успешным в президентстве Кафашиана.

## Семья
Али Кафашиан женат, его супругой является Атефе Кафашиан (1980). Сыновья Кафашиана — Иман (1982), Эхсан (1984), и Ильхам (1988).